# Cerco de Alkmaar
O cerco de Alkmaar ocorreu entre 21 de agosto e 8 de outubro de 1573, sendo realizado pelas tropas espanholas sob o comando de Fadrique Álvarez de Toledo. Os burgueses da cidade holandesa de Alkmaar detiveram os espanhóis. O cerco terminou com a retirada do Exército Espanhol.

## O Cerco
Depois de ter assegurado o sul da Holanda em 1572, Fernando Álvarez de Toledo y Pimentel, o 3º Duque de Alba continuou em 1573 a captura das cidades rebeldes nas províncias de Holanda e Zelândia, recuperando as cidades de Mechelen e Haarlem onde, após a sua rendição, grande parte dos defensores foram executados. A política de terror empreendida pelo Duque de Alba - "eles são da opinião de que não sobre nenhuma alma nascida em Alkmaar que não seja morta à faca" - levou os habitantes a resistir desesperadamente.
As tropas espanholas montaram acampamento em Oudorp. Sitiaram a cidade e tentaram romper suas muralhas. A defesa foi facilitada pelas recentes fortificações de estilo traço italiano encimadas por um fosso coberto de água que fez malograr todos os assaltos lançados contra as suas muralhas, que foram defendidas com o lançamento de alcatrão fervente e galhos queimados.
Em 23 de setembro, Guilherme, o Silencioso atendeu a um pedido de Jacob Cabeliau datado do início do cerco e ordenou que os diques que cercavam Alkmaar fossem rompidos, inundando assim os pôlders onde as tropas espanholas estavam acampadas, como o pôlder Achtermeer. 
Dado o avanço da chegada do inverno e o fracasso da tentativa de assalto à cidade pelos dois lados, atravessando o fosso com pontões de assalto móveis, o comandante espanhol, Dom Fadrique, filho do odiado Duque de Alba, foi obrigado a recuar e os últimos soldados espanhóis partiram em 8 de outubro de 1573.
A guarnição incluía um destacamento de soldados escoceses que já haviam tentado defender Haarlem. 
Um relato em primeira mão do cerco existe no diário de Nanning van Foreest (1529-1592), um vereador local. Vários exames arqueológicos descobriram restos da batalha.

## Consequências
A decisão de sitiar Alkmaar apesar do avançado do ano e do subsequente fracasso na tomada da cidade foi um dos maiores erros do duque de Alba, uma vez que a vitória dos rebeldes reforçou a sua vontade de resistir. Por outro lado, o tempo perdido no cerco a esta cidade, por si só sem importância, impediu o avanço das tropas do rei para as províncias da Holanda e da Zelândia, centro da rebelião.
O cerco de Alkmaar foi um ponto de virada na Guerra dos Oitenta Anos, pois foi a primeira cidade controlada por rebeldes holandeses a resistir ao cerco das tropas da coroa espanhola.
O dia 8 de outubro ainda é comemorado todos os anos na cidade. Um ditado holandês sobre o cerco diz que "a vitória começa em Alkmaar".